# Teske van Royen
T.J. (Teske) van Royen (Santpoort, 28 juli 1963) is een Nederlands architect.

## Loopbaan
Teske van Royen studeerde architectuur aan de Technische Universiteit Delft van 1982 tot 1989. Ze won met haar afstudeerproject de Nationale Staalprijs 1989. Sinds 1996 is ze docent aan de Academie van Bouwkunst Maastricht, later omgevormd tot de Master Architectuur, onderdeel van de Architectuur Academie Maastricht. Sinds 2019 is ze opleidingscoördinator van de Master Architectuur.
Sinds 2000 leidt Van Royen het bureau Artesk van Royen Architecten. De samenwerking met verschillende ontwerpers, kunstenaars en uitvoerende partijen staat centraal in haar werkwijze. De villa op de Utrechtse Heuvelrug met tuinen, tuingebouwen en interieurs is een voorbeeld van dit streven naar een 'Gesamtkunstwerk'.

## Projecten
Bekende projecten van Van Royen zijn:
- Uitbreiding woonhuis Beek-Ubbergen
- Landhuis in Berg en Dal
- Aanbouw aan een monument in de Wycker Grachtstraat, Maastricht[6]
- Villa op de Utrechtse Heuvelrug.[5]
- Woongebouw aan de Groene Loper, Maastricht

## Nominaties en prijzen
- 1989 - Nationale Staalprijs
- 2019 - Gymzaal De Adamshof (Rotterdam), genomineerd voor Rotterdam Architectuurprijs[7]
- 2019 - uitbreiding historische woning Wycker Grachtstraat (Maastricht), genomineerd voor Victor Stuersprijs[8]